# Juan de la Cierva y Peñafiel
Juan de la Cierva y Peñafiel (Mula, 11 de març de 1864 - Madrid, 11 de gener de 1938) fou un advocat i polític espanyol, que va ser ministre d'Instrucció Pública i Belles Arts, de Governació, de  Guerra, d'Hisenda i de  Foment durant el regnat d'Alfons XIII i, novament ministre de Foment en l'últim govern de la monarquia.

## Biografia

### Primeres passes
Fill de l'advocat i notari Juan de la Cierva y Soto, establert a Múrcia i casat amb una filla del banquer Eleuterio Peñafiel, qui va desenvolupar la seva activitat entre 1860 i 1890, es va llicenciar en Dret per la Universitat de Madrid, iniciant la seva carrera política en el si del Partit Conservador amb el qual serà regidor i, en 1895, alcalde de Múrcia al mateix temps que cap provincial dels conservadors. En 1896, obté acta de diputat al Congrés per la seva província natal i, després de no resultar escollit en el següent procés electoral, tornarà a obtenir un escó per la circumscripció murciana a totes les eleccions celebrades fins a 1923 i, en 1927 com "Representant per Dret Propi".

### Carrera política

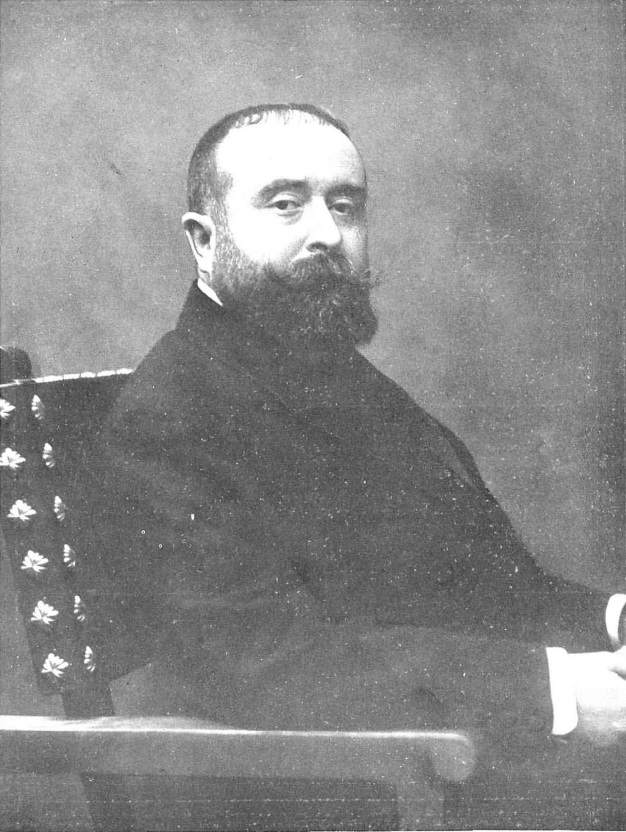
Juan de la Cierva, fotografiat per Kaulak.

A partir de 1902, va estructurar una xarxa de cacics que van mantenir un poder absolut sobre els pobles a canvi de fidelitat política a la família. Aquest període es coneix a Múrcia com ciervisme. L'hegemonia de Juan de la Cierva cediria davant la pressió de la lluita obrera i la instauració de la Segona República. Va ser ministre d'Instrucció Pública i Belles arts entre 16 de desembre de 1904 i el 8 d'abril de 1905 a sengles governs presidits per Azcárraga i Villaverde. Posteriorment, entre el 25 de gener de 1907 i el 21 d'octubre de 1909, ocuparia la cartera de ministre de Governació. També seria ministre de Guerra dos cops: entre el 3 de novembre de 1917 i el 22 de març de 1918 en un gabinet García Prieto, i entre el 14 d'agost de 1921 i el 8 de març de 1922 en un govern Maura, polític sota la presidència del qual també seria ministre d'Hisenda entre el 15 d'abril i el 20 de juliol de 1919.

### El plet de les Juntes de Defensa
El dia 14 d'agost de 1921, quatre dies després de la caiguda de Mont Arruit, es constitueix el gabinet de concentració presidit per Antoni Maura i Montaner, del que forma part com a ministre de la Guerra, Juan de la Cierva. Al capdavant d'aquest ministeri, va dirigir amb mà ferma, la reconquesta dels territoris perduts després del desastre d'Annual. Per a això, va nomenar Comandant Militar de Melilla al general Cavalcanti. La seva labor, recolzada pels militars africanistes, es va veure enterbolida per la campanya de desprestigi que van dur a terme les Juntes Militars de Defensa, a través del seu portaveu, el periòdic La Correspondencia Militar. Intentà, sense aconseguir-ho que les Corts aprobessin una llei que reconegués els mèrits dels militars que van dur a terme la reconquesta dels territoris perduts.
Va nomenar en substitució de Cavalcanti, al general Sanjurjo, com a Comandant Militar de Melilla, contra l'opinió de les Juntes de Defenses, que propugnaven que el comandament havia de ser conferit al general de major antiguitat en l'escalafó. A la fi de desembre de 1921, va viatjar al Protectorat, en el transcurs del qual es va produir un incident en visitar un hospital de campanya. La situació sanitària de l'hospital era tan deplorable, que allí mateix, en presència dels directors dels més importants diaris madrilenys que l'acompanyaven, va amonestar als oficials de sanitat encarregats d'aquest establiment. Endemés el general Weyler, cap de l'Estat Major Central de l'Exèrcit, el dia 5 de gener de 1922, va presentar la seva dimissió, adduint que no es tenia en compte a aquest alt organisme de l'exèrcit, a la planificació i direcció dels assumptes relatius a la campanya d'Àfrica. Tots aquests fets, van produir tal escàndol en el si de les Juntes de Defensa, que es van dirigir directament al rei, exigint la immediata substitució del ministre.
Com a reacció a la indisciplina de les Juntes, La Cierva, va presentar al rei un decret en el qual s'establia l'enquadrament orgànic d'aquestes Juntes en el si del Ministeri de la Guerra, on havien de residir les seves seus. Igualment, els dirigents d'aquestes Juntes de Defensa, havien de ser triats pel mateix ministre. El rei, en un primer moment, es va negar a signar el decret i el govern d'Antoni Maura i Montaner en ple, solidaritzant-se amb el Ministre de la Guerra, va presentar la seva dimissió el dia 12 de gener. El dia 14 de gener, Estat Major, Artilleria i Enginyers dissolen les seves Juntes. La resta de les forces polítiques consultades pel rei, es van negar a formar govern, mentre no se solucionés el problema de les Juntes. Finalment, el dia 15 de gener, el rei torna a cridar Antoni Maura, confirmant en el seu càrrec a tots els ministres. Aquest mateix dia, l'Exèrcit d'Àfrica, telegrafià al govern expressant-li la seva adhesió.
El Reial decret, va ser promulgat el 17 d'aquest mes. Les Juntes, denominades ara, “Comissions Informatives”, llanguiren fins que al novembre d'aquell mateix any, foren dissoltes definitivament. Juan de la Cierva va romandre formant part del govern Maura, fins al 7 de març de 1922, que va dimitir, per donar pas a un nou govern conservador presidit per Sánchez Guerra. Finalment, ocuparia la cartera de ministre de Foment en altres dos governs: entre el 13 de març i el 14 d'agost de 1921 en un gabinet Allendesalazar i finalment a l'últim govern monàrquic presidit per l'almirall Aznar, entre el 18 de febrer i el 14 d'abril de 1931.

### Guerra Civil
El començament de la Guerra Civil el va sorprendre a Madrid i es va veure obligat, davant del perill de la seva vida, a refugiar-se a l'ambaixada de Noruega, on l'escassetat de medicines i les privacions a causa de la guerra van empitjorar la seva salut; va morir l'11 de gener de 1938.

### Relació familiar
Juan de la Cierva y Peñafiel fou pare de Juan de la Cierva y Codorníu, enginyer, inventor de l'autogir i polític, i germà d'Isidoro, també enginyer i notable polític del seu temps, especialment rellevant en Múrcia. Són membres de la següent generació l'historiador i ministre Ricardo de la Cierva y Hoces i el seu germà Juan, qui va obtenir el primer Oscar del cinema espanyol.